# Château de Beaurevoir
Pour les articles homonymes, voir Château de Beaurevoir (homonyme).
Le château de Beaurevoir est un ancien château fort, cité dans la seconde moitié du XIIe siècle, dont les ruines se dressent sur la commune de Beaurevoir dans le département de l'Aisne en région Hauts-de-France.
Au titre des monuments historiques : la tour de guet dite Tour Jeanne d'Arc fait l'objet d'un classement par arrêté du 10 décembre 1920 ; les terrains sur lesquels s'élevait le château font l'objet d'une inscription par arrêté du 4 juin 1937.

## Situation
Les vestiges du château de Beaurevoir sont situés dans le département français de l'Aisne sur la commune de Beaurevoir, au sud-ouest du bourg.

## Historique
Le château est cité dans la seconde moitié du XIIe siècle. Construit au début du XIVe siècle, le château fut la possession de la famille des comtes de Luxembourg-Ligny.
Jean II de Luxembourg y emprisonnera Jeanne d'Arc après sa capture en 1430 avant de la vendre aux anglais. Passé à la couronne de France, le château sera disputé entre catholiques et protestants au XVIe siècle, puis convoité par les espagnols au siècle suivant, avant d'être démantelé sur ordre de Louis XIV en 1674.
Propriétés du marquis de Nesle au XVIIIe siècle, le donjon où Jeanne d'Arc avait été retenue captive ainsi qu'une partie des remparts restés debout passent à un particulier après la Révolution, lequel fait démanteler ce qui reste du château.

## Description
Il ne subsiste, au XXIe siècle, du château de Beaurevoir que la tour Jeanne d'Arc, donjon cylindrique dressé sur une motte, des restes de logis ainsi que des fossés large de 40 mètres et de 10 mètres de profondeur.
Édifié au début du XIVe siècle, le château de Beaurevoir, décrit par le voyageur Dubuisson comme une forteresse massive et bien tourellée, reprend les principes d'architecture philipienne ainsi que les principes d'architecture anglaise ; mâchicoulis à console comme à château Gaillard, donjon relié aux courtines comme au château de Bouvreuil à Rouen.